# Тлачене
Тла́чене (болг. Тлачене) — село у Врачанській області Болгарії. Входить до складу общини Бяла Слатина.

## Населення
За даними перепису населення 2011 року у селі проживали 433 особи.
Національний склад населення села:
| Національність   | Кількість осіб | Відсоток |
| ---------------- | -------------- | -------- |
| болгари          | 99             | 81,8%    |
| цигани           | 18             | 14,9%    |
| не визначились   | 3              | 2,5%     |
| Всього відповіли | 121            |          |

Розподіл населення за віком у 2011 році:
Динаміка населення: